# William Hunter Workman

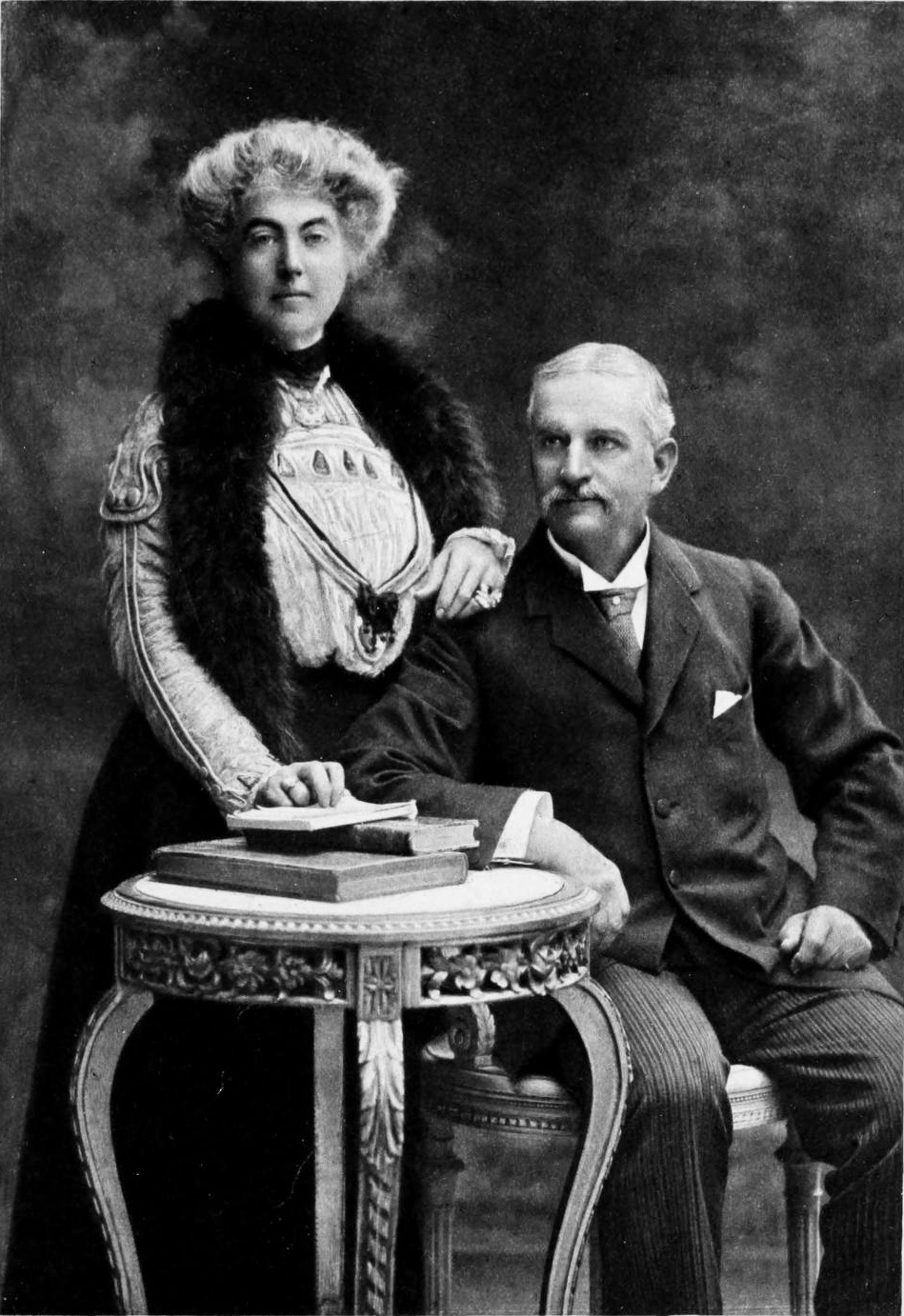
William Hunter Workman und Fanny Bullock Workman

William Hunter Workman (* 16. Februar 1847 in Worcester, Massachusetts; † 10. Oktober 1937 in Newton, Massachusetts) war Arzt, Geograph, Entdeckungsreisender und Autor.
William Hunter Workman studierte an der Harvard Medical School und schloss dieses Studium, nachdem er in Wien, Heidelberg und München studiert hatte, als Arzt ab. Er schloss auch ein Kunststudium in Yale ab. Nach seinem Studium betrieb er eine Arztpraxis in Worcester und Boston.
1881 heiratete er Fanny Bullock, mit der er eine Tochter namens Rachel hatte. In den Jahren 1882 bis 1888 führte er in den New Hampshire White Mountains einige Bergbesteigungen durch. Sein Interesse war weniger der Medizin zugewandt, sondern mehr der Geografie – er verfasste seit 1883 geografische Fachartikel, obwohl er hierfür keine Ausbildung besaß.
Nachdem er 1889 erkrankte, ging er mit seiner Frau nach Deutschland. Von dort aus machten sie Fahrradreisen nach Holland, Frankreich, in die Schweiz und nach Spanien und Marokko. In der Schweiz erfolgten ebenfalls einige Bergbesteigungen. Die Fahrradreise über Spanien und Marokko erstreckte sich über den Atlas und durch die Sahara auf einer Gesamtstrecke von 4.500 km.
Die Reise mit dem Fahrrad setzten sie nach Palästina, Syrien, durch die Türkei und in den Fernen Osten fort, bis sie 1899 nach Indien kamen. Anschließend führte das Paar ihre erste Expedition in den Himalaya durch.
Während ihrer Expeditionstouren im Verlauf von 14 Jahren im Himalaya erwanderte er mit seiner Frau eine Strecke von 6.500 km über Eis und Schnee, erstieg 20 Berge über 4.850 Höhenmeter. Insgesamt führten sie gemeinsam sechs Expeditionen im Himalaya durch, wobei sie unter anderem auch das Gebiet „Snow Lake“ in Pakistan erreichten.
Sie waren Mitglieder der britischen Royal Geographical Society und der Royal Scottish Geographical Society und erhielten zehn Ehrenmedaillen von Geologischen Instituten aus Europa.
Nach 1917 zogen die Workmans nach Südfrankreich, wo seine Frau Fanny Bullock Workman, die eine berühmte Bergsteigerin geworden war, 1925 in Cannes starb. Er kehrte daraufhin nach Worcester zurück, wo er 1937 starb.

## Werk
Gemeinsam mit ihrem Mann verfasste sie folgende Werke:
- Algerian Memories: A Bicycle Tour over the Atlas to the Sahara. Fisher Unwin, London 1895.
- Sketches Awheel in Modern Iberia. Putnam’s sons, New York und London 1897.
  - Eine Radtour durch das heutige Spanien. Reiseskizzen. Fr. Mürdter, Backnang 1897.
- In the Ice world of Himálaya, Among the Peaks and Passes of Ladakh, Nubra, Suru, and Baltistan. Fisher Unwin, London 1900.
- Through Town and Jungle: Fourteen Thousand Miles A-Wheel Among the Temples and People of the Indian Plain. Charles Scribner’s Sons, New York 1904.
- Ice-Bound Heights of the Mustagh: An account of two seasons of pioneer exploration and high climbing in the Baltistan Himalaya. Charles Scribner’s Sons, 1908.
- The Call of the Snowy Hispar: A Narrative of Exploration and Mountaineering on the Northern Frontier of India. Constable and Co. London 1911 Google-Online-Books.
- Peaks and Glaciers of Nun Kun: A Record of Pioneer-Exploration and Mountaineering in the Punjab Himalaya. Constable and Co., London 1909.
- Two summers in the ice-wilds of eastern Karakoram. the exploration of nineteen hundred square miles of mountain and glacier. E. P. Dutton & company, New York 1916. Verfügbar auf www.archive.org